# Camp Springs
Camp Springs és una concentració de població designada pel cens dels Estats Units a l'estat de Maryland. Segons el cens del 2000 tenia 17.968 habitants.

## Demografia
Segons el cens del 2000, Camp Springs tenia 17.968 habitants, 6.210 habitatges, i 4.831 famílies. La densitat de població era de 955,6 habitants per km².
Dels 6.210 habitatges en un 32,4% hi vivien nens de menys de 18 anys, en un 54,7% hi vivien parelles casades, en un 17,7% dones solteres, i en un 22,2% no eren unitats familiars. En el 18% dels habitatges hi vivien persones soles el 5,5% de les quals corresponia a persones de 65 anys o més que vivien soles. El nombre mitjà de persones vivint en cada habitatge era de 2,89 i el nombre mitjà de persones que vivien en cada família era de 3,24.
Per edats la població es repartia de la següent manera: un 25,4% tenia menys de 18 anys, un 7% entre 18 i 24, un 27,3% entre 25 i 44, un 28,9% de 45 a 60 i un 11,5% 65 anys o més.
L'edat mediana era de 39 anys. Per cada 100 dones de 18 o més anys hi havia 87,6 homes.
La renda mediana per habitatge era de 69.371 $ i la renda mediana per família de 76.495 $. Els homes tenien una renda mediana de 43.135 $ mentre que les dones 39.736 $. La renda per capita de la població era de 27.474 $. Entorn del 2% de les famílies i el 3,3% de la població estaven per davall del llindar de pobresa.

## Poblacions més properes
El següent diagrama mostra les poblacions més properes.